# Charles Paquille
Charles Paquille (surnommé Charly), né le 17 janvier 1975 à Fréjus (Var) en France, est un footballeur et entraîneur de football franco-guinéen.

## Biographie
Charles Paquille évolue comme attaquant au FC Pugetois et à l'ÉFC Fréjus-Saint-Raphaël avant d'entamer une carrière d'entraîneur. 
D'abord entraîneur à l'ÉFC Fréjus-Saint-Raphaël, il est ensuite sélectionneur adjoint de l'équipe de Guinée de 2022 à 2023. 
En juillet 2023, il est nommé sélectionneur de l'équipe de Guinée -23 ans en remplacement de l'ancien international guinéen, Morlaye Cissé.
Le 4 août 2024, Charles Paquille est nommé sélectionneur par intérim de l'équipe nationale A de Guinée à la suite du limogeage de Kaba Diawara jusqu'au 21 septembre 2024 avant d'etre remplacé par Michel Dussuyer.